# Prostgården, Hjørring
Prostgården (danska: Provstegården) i Hjørring i Nordjylland i Danmark är en korsvirkesbyggnad som uppfördes 1773–1774.
Prostgården är Hjörrings äldsta hus. Den ligger på Västergade 1 och tillhör sedan 1941 Vendsyssel Historiske Museum. Den ursprungliga byggnaden åt väster uppfördes av stadsskrivaren Simon Christian Hjorth. Gården såldes 1775 till köpmannen Anders Christensen och såldes 1818 vidare för att bli prästgård som ersättning för församlingens äldre, förfallna prästgård. Sidohuset åt öster byggdes som ett fristående hus före 1761. Detta år skänktes det till staden Hjørring som tjänstebostad till Hjørrings kapellan. När detta ämbete lades ned 1824, byggdes huset 1852 samman med prostgården. Denna östra del av huset användes länge som uthyrnings- och förvaltarbostad, tills den i slutet av 1800-talet blev en del av prostbostadslägenheten.
I slutet av 1800-talet var gården bostad för prosten Kampmann, som var far till arkitekten Hack Kampmann (1856–1920).
Sedan 1941 är Prostgården en del av Vendsyssel Historiske Museum. Den är byggnadsminnesmärkt sedan 1919.